# Дамяница
Дамяница (болг. Дамяница) — село в Благоевградской области Болгарии. Входит в состав общины Сандански. Находится примерно в 5 км к югу от центра города Сандански и примерно в 58 км к югу от центра города Благоевград. По данным переписи населения 2011 года, в селе  проживало 1312 человек. До 1934 года называлось Орман чифлик.

## Население
| Год     | 1934 | 1946 | 1956 | 1965 | 1975 | 1985 | 1992 | 2001 | 2011 |
| ------- | ---- | ---- | ---- | ---- | ---- | ---- | ---- | ---- | ---- |
| Жителей | 408  | 594  | 667  | 1112 | 1195 | 1371 | 1385 | 1369 | 1312 |

| Национальность | Человек | Процент |
| -------------- | ------- | ------- |
| болгары        | 1180    | 91,19%  |
| цыгане         | 105     | 8,11%   |
| другие         | 5       | 0,39%   |
| Всего ответов  | 1294    |         |

|  |